# Apostolos Nikolaidis Stadion
Apostolos Nikolaidis Stadion (græsk: Στάδιο Απόστολος Νικολαΐδης) er det  fodboldstadion, som Panathinaikos FC har haft som hjemmebane i de fleste af de år, hvor klubben har eksisteret, siden den blev grundlagt i 1908. Stadionet har  navn efter den tidligere og nu afdøde  klubformand Apostolos Nikolaidis. Det ligger i Ampelokipi-distriktet i Athen, øst for Lycabettus-højen og på avenue Alexandras, hvilket har betydet, at det er mest kendt  under navnet Leoforos Alexandras eller kun Leoforos. Stedet rummer desuden en lille basket- og volleyballbane, et svømmebassin, en boksering og kontorer, alle beliggende under stadionpladserne. 
Apostolos Nikolaidis Stadion indtager en fremtrædende plads i den græske fodboldhistorie. Den første tribune blev bygget i 1928, og i næsten 50 år blev hovedparten af de store kampe i de nationale og internationale turneringer afviklet her.  Det var første første stadion med kunstigt lys (installeret 1938) og det første med græsbane (1958). Det var hjemmebane for Grækenlands fodboldlandshold i mange år.
Panathinaikos FC forlod Leoforos i 1984 og flyttede til det olympiske stadion. Klubben vendte tilbage til hjemmebanen i 2001, efter en opgradering, der kostede 7 millioner €. Tidens tand gjorde imidlertid stadig sin ubønhørlige virkning, og Panathinaikos forlod endeligt deres aldrende stadion i 2005. Leoforos Stadion vil blive nedrevet, og området omdannet til en park.
På grund af stadionets gamle konstruktion, mangel på plads og den tætte bebyggelse i området, havde klubben søgt efter et andet hjemsted. Der blev forhandlet mellem den græske regering, Athen Kommune og klubbens fodbold-, basketball-, volleyball- og amatørafdelinger for at muliggøre bygningen af et nyt, omfattende sportskompleks til at huse alle de 21 afdelinger et andet sted. Det medførte, at industriområdet Votanikos-distriktet blev valgt, og at opførelsen af komplekset skulle begynde i 2008. Athens borgmester Dora Bakoyianni har fremført, at sådan et projekt både vil revitalisere området og gavne klubben.
Den 27. januar 2007 besluttede Panathinaikos amatørafdeling og Panathinaikos FC at genanvende Apostolos Nikolaidis Stadion i turneringsæsonen 2007/2008.

## Indendørs hal
Under stadionets østlige kurve, under indgangene 6 og 7, er der en indendørs hal. Da den blev konstrueret i 1959 var det den første indendørs hal i Grækenland. Den har en kapacitet på 1.500 tilskuere og er blevet berømt for den entuiastiske atmosfære, Panathinaikos-fans skaber i den. Den kendes under sit øgenavn: "Den indiske  grav". Det fik den af en journalist under åbningsceremonien, eftersom den klaustrofobiske fornemmelse, den gav ham, mindede ham om Fritz Langs film af samme navn, som var et trækplaster i biograferne på det tidspunkt. Øgenavnet blev straks accepteret og bliver stadig brugt til uformelt at adskille den indendørs hal fra de andre faciliteter i stadionet.

## Andre faciliteter
Ud over fodboldbanen og den indendørs hal inkluderer stadionet et antal andre faciliteter under sine tilskuerpladser. Det er butikken for Panathinaikos fodboldhold, en cafe, et presserum og træningslokaler for andre amatørafdelinger som boksning, vægtløftning, bordtennis etc. samt et svømmebassin til svømmeafdelingen.

## Indgange
Fans placering i Grækenland er opdelt efter klubtilhørsforhold. Indgang 13, som er temaet for meget graffiti i Athen, er det sted, hvor de mest entusiastiske fans af Panathinaikos FC sidder på stadionet.